# Micetozous
Els micetozous o mixomicots (Mycetozoa, gr. "animals-fong" o Myxomycota, gr. "fongs-moc") són un grup peculiar de protists del fílum Amoebozoa, que hom anomena comunament floridures o fongs mucilaginosos, malgrat que no són fongs i que estan més emparentats amb les amebes típiques.
Els micetozous prenen tres formes ben diferents durant el transcurs del seu cicle vital. Primerament tenen forma d'ameba unicel·lular que es mou mitjançant pseudòpodes o flagels, depenent de la quantitat d'aigua present al medi. En certes condicions formen masses gelatinoses (plasmodis) que es desplacen lentament en l'etapa més visible per a l'ull humà. Finalment, desenvolupen un cos fructífer que forma espores i que recorda, morfològicament, als esporocarps dels fongs.

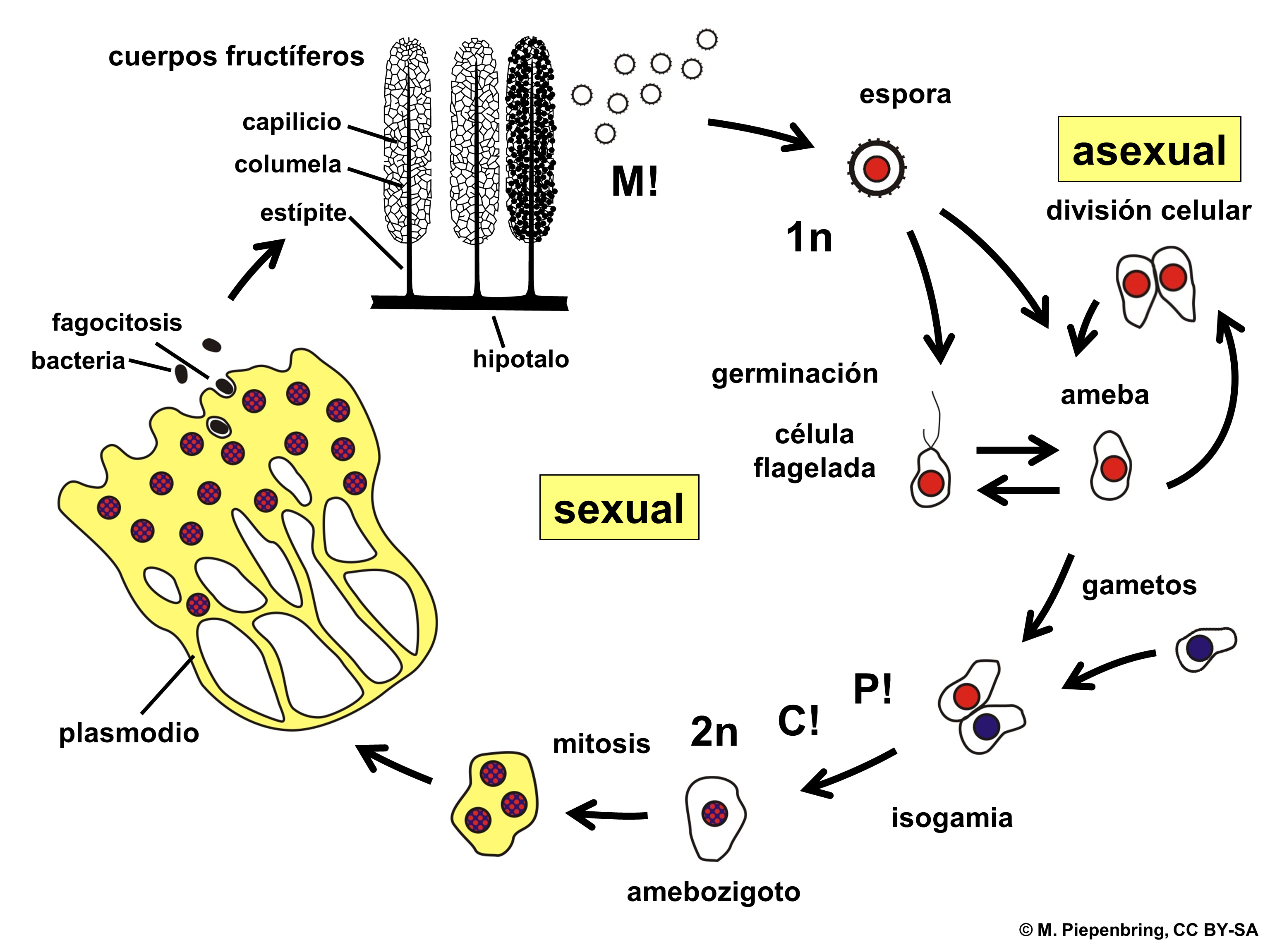
Cicle de vida d'un mixozou de la classe Myxogastrea. Les espores donen lloc a mixamebas o bé a mixoflagel·lats si hi ha aigua en el medi. Les mixamebas es reprodueixen per mitosi i sota certes condicions es poden fusionar, actuant com gàmetes. Un cop format el zigot, el nucli cel·lular es divideix repetidament donant lloc a un plasmodi. A partir dels plasmodis es formen els cossos fructífers, que per meiosi generen espores, tancant el cicle.

## Taxonomia
Els micetozous es subdivideixen en les següents classes i ordres:
- Classe Protostelea
  - Ordre Protostelida
- Classe Dictyostelea
  - Ordre Dictyostelida
- Classe Myxogastrea
  - Ordre Ceratiomyxida
  - Ordre Liceida
  - Ordre Trichiida
  - Ordre Stemonitida
  - Ordre Echinosteliida
  - Ordre Physarida